# Филарет (Игнатов)
Митрополит Филарет (в миру Славчо Цеков Игнатов; 5 июня 1921, село Вырбовчец — 4 июня 1987, Видин) — епископ Болгарской Православной Церкви, митрополит Видинский.

## Биография
Родился 5 июня 1921 года в селе Вырбовчец (ныне община Димово, Видинская область).
Основное образование окончил в 1935 году в селе Ружинци, после чего окончил церковно-певческое училище.
После смерти родителей в 1939 году поступил послушником в Гложенский монастырь святого Георгия Победоносца, где 29 мая 1941 года тогдашним игуменом монастыря архимандритом Климентом (Григоровым) был пострижен в монашество с именем Филарет.
11 января 1942 года в Тетевене митрополитом Ловчанским Филаретом (Панайотовым) был рукоположён в сан иеродиакона.
В том же году был зачислен в Пловдивскую духовную семинарию, которую окончил в 1947 году.
В июле того же года был назначен епархиальным диаконом при Сливенской епархии.
С сентября 1947 года обучался на Богословском факультете Софийского университета святого Климента Охридского, который завершил в 1951 году.
29 июня 1953 года в Бачковском монастыре митрополитом Сливенским Никодимом (Пиперовым) был рукоположён в сан иеромонаха.
1 сентября того же года назначен архиерейским наместником (благочинным) в городе Малко-Тырново, где прослужил конца ноября 1956 года.
26 апреля 1954 года согласно решению на Священного Синода Болгарской православной церкви был возведён в сан архимандрита митрополитом Сливенскиим Никодимом (Пиперовым).
1 января 1956 года архимандрит Филарет назначен протосинкеллом на Сливенской епархии.
1 февраля 1961 года назначен настоятелем Бачковского монастыря.
15 сентября 1964 года освобождён от настоятельства в Бачковском монастыре и назначен настоятелем храма Успения Пресвятой Богородицы в Гончарах, Подворья Болгарской Православной Церкви в Москве.
28 июня 1968 года избран титулярным епископом Величским.
30 июня 1968 года в Патриаршем кафедральном собор святого Александра Невского был рукоположён во епископа Величского и назначен викарием Сливенской епархии. Хиротонию совершил Патриарх Болгарский Кирилл в сослужении всех находившихся в Софии архиереев Болгарской Православной Церкви.
2 мая 1971 года избран и 23 мая канонически утверждён митрополитом Видинским.
Большое внимание уделял обновлению и реставрации храмов и монастырей, повышению образовательного уровня священников, при нём был возобновлен Клисурский монастырь.
Скончался 4 июня 1987 года в Видине. Погребён в митрополичьем храме святого Николая Чудотворца.